# Stade de Marville
Stade de Marville – stadion piłkarski w Saint-Malo, we Francji. Został otwarty w 1999 roku. Może pomieścić 2233 widzów. Swoje spotkania rozgrywają na nim piłkarze klubu US Saint-Malo. W 2018 roku obiekt był jedną z aren 9. edycji piłkarskich Mistrzostw Świata U-20 kobiet. Rozegrano na nim sześć spotkań fazy grupowej tego turnieju.